# Моргунов, Сергей Николаевич
Сергей Николаевич Моргунов (1918—1946) — лётчик-истребитель, капитан Советской Армии, участник Великой Отечественной войны, Герой Советского Союза (1946).

## Биография
Сергей Моргунов родился 30 ноября 1918 года в деревне Чернятинские Выселки (ныне — Каширский район Московской области). После окончания семи классов школы и школы фабрично-заводского ученичества работал слесарем в городе Ступино. Параллельно с работой занимался в аэроклубе. В 1937 году Моргунов был призван на службу в Рабоче-крестьянскую Красную Армию. В 1941 году он окончил Качинскую военную авиационную школу пилотов. С апреля 1943 года — на фронтах Великой Отечественной войны.
К сентябрю 1944 года лейтенант Сергей Моргунов командовал эскадрильей 15-го истребительного авиаполка 278-й истребительной авиадивизии 3-го истребительного авиакорпуса 16-й воздушной армии 1-го Белорусского фронта. К тому времени он совершил 234 боевых вылета, принял участие в 68 воздушных боях, лично сбив 22 вражеских самолёта. За эти подвиги он был представлен к званию Героя Советского Союза.
Награждение затянулось, а С. Моргунов продолжал столь же отважно сражаться на фронте. К 9 мая 1945 года он выполнил 350 боевых вылетов, провёл 96 воздушных боёв и сбил 41 немецкий самолёт (все победы одержал лично).
Указом Президиума Верховного Совета СССР от 15 мая 1946 года за «образцовое выполнение боевых заданий командования на фронте борьбы с немецкими захватчиками и проявленные при этом мужество и героизм» лейтенант Сергей Моргунов был удостоен высокого звания Героя Советского Союза. 19 июля 1946 года трагически погиб в авиационной катастрофе во время учебно-тренировочного полёта. Похоронен в Кашире.
Был также награждён четырьмя орденами Красного Знамени, орденами Отечественной войны 1-й и 2-й степеней, рядом медалей и иностранным орденом.
В честь Моргунова названы улица в Кашире и теплоход Московского речного пароходства.